# 이승미 (신학자)
이승미(李勝美, 1942년 4월 1일~)는 대한민국의 신학자이며 교수이다. 고려신학교와 남아공화국 포체프스트롬 대학교 석사학위와 박사학위를 받았다. 고려신학대학원에서 신약신학을 가르쳤으며 신학대학원장을 역임하고 은퇴했다.

## 학력
- 고려신학교 본과 졸업
- 고려신학대학 신학과(신학사 B.A.) 졸업(1966- 1969년)
- 고신대학교 신학대학원 졸업(목회학석사 M. Div.)(1970- 1972년)
- 남아공 포체프스트롬대학교(신학석사 Th.M.)(현재 노스웨스트대학교)
- 남아공 포체프스트롬대학교(신학박사 Th.D.) 보관됨 2018-07-28 - 웨이백 머신(현재 노스웨스트대학교)

## 약력
- 1969- 1974년 부민교회 전도사 및 강도사
- 1974- 1975년 부민교회 부목사
- 1975- 1978년 부산남 교회 부목사
- 1975- 1978년 고려신학대학 강사
- 1988- 1992년 고신대학교 신학대학원 학생처장
- 1992- 1996년 고신대학교 신학대학원 교무처장
- 1999- 2002년 고신대학교 신학대학원 원장
- 1985.3.1-2007.8.31 고신대학교 신학대학원 교수
- 2007.9.6 은퇴식
- 개혁신학회 부회장 역임.[3]
- Korea Presbyterian Theological Seminary 명예총장(2012년 ~ 현재)[4]

## 대표 저서
- 사도요한의 권면:요한1서 연구(본문과 현장사이, 2005)
- 칼빈이 말하는 그리스도인의 사회참여:존 칼빈의 저항신학(역서, 실로암, 1989)

## 같이 보기
- 개혁신학회
- 한국의 신학자 목록
- 개혁신학자
- 하승무